# Lip Cream
Lip Cream（リップ・クリーム）は、日本のハードコアパンクバンド。1984年結成。1990年9月24日解散。2010年6月27日に東京・LIQUIDROOM ebisuで再結成を果たした。

## メンバー
- JHA JHA (ヴォーカル) - 元DEAD COPS
- NAOKI (ギター) - 元THE COMES
- MINORU (ベース) - 元THE COMES
- PILL (ドラムス) - 元G-ZET

## 元メンバー
- BAKI (ヴォーカル) - THE EXECUTE、GASTUNK、MOSQUITO SPIRALなどにも在籍
- MARU (ドラムス) - あぶらだこにも在籍、脱退後にLAUGHIN' NOSEに参加

## 結成
1984年、THE COMESを脱退したNaoki(ギター)とMinoru(ベース)が結成。あぶらだこのMaru(ドラムス)を加え、同年リリースのコンピレーション『Hardcore Unlawful Assembly』(AA Record)に参加。ボーカルはノンクレジットだが、Baki(the Execute〜Gastunk)が取っている。
その後、Dead CopsのベースであったJhaJhaをボーカルに迎え、8月15日、1st 7"『Lip Cream』をセルフリリース。
同年にAA recordから2nd 7"をリリース。レコーディングの最中にPill(ドラムス)が参加し、以後、解散まで4枚のアルバムをリリース、数々のコンピレーションに参加した。

## 特長
1980年代の日本のハードコアバンドはサウンド・スタイルの両面でDischarge、DisorderなどUKハードコアからの影響を大きく受けていたが、Lip Creamはアメリカンハードコアや70's パンク、ハードロックからの影響が大きく、異彩を放っていた。
独自性の高いサウンドやファッションは当時のシーンで絶大な支持を受け、1990年の解散以降も沢山のフォロワーを生んだ。

## リリース

### シングル
- Lonely Rock (1984)
- Night Rider More Than Fight! (1984)

### カセット
- Kill The IBM (1985)

### アルバム
- Kill Ugly Pop (1986)
- 9 Shocking Terror (1987)
- Close To The Edge(危機) (1988)
- Lip Cream (1989)
- Lip Cream's Thrash Til' Death (1995)

※上記の5タイトルは2010年に再発されている。
- 初期のLIP CREAM-EARLY YEARS GIG-1984.7.7 ALL NIGHT 渋谷屋根裏 (2013)

### コンピレーション
- Hardcore Unlawful Assembly (1984)
- The Punx (1985)
- Anglican Scrape Attic (1985)
- Thrash Til' Death (1986)
- A Farewell To Arms (1986)
- Devil Must Be Driven Out With Devil (1986)
- The INDIES Live Selection 86 To 87 (1987)
- 消毒GIG　全日本HARD CORE PUNK選抜大会 (1987)
- My Meats Your Poison (1987)
- 病原体 (1987)

### ビデオ
- Lip Cream Live (1986)
- Lip Cream Only (1988)
- Dog Days Live (1989)
- Gudon Last 2days (1990)
- D.D.D. 9･24 (1990)

### DVD
- 1984 不法集会. Plus (2009)
- 1986 ACC Lip Cream Live!. Plus (2009)
- 1986 August at Hirosima. Plus (2009)
- 1987 Live in steam. Plus (2009)
- 1987 August at Hirosima. Plus (2009)
- 1988 Hard and Loud Lip Cream. Plus (2009)
- 1988 Lip Cream Only. Plus (2009)
- 1989 Dog Days Live. Plus (2009)
- 1990 D.D.D. 9・24. Plus (2009)